# Hafei Zhongyi
Il Zhongyi è un piccolo veicolo commerciale prodotto dalla casa automobilistica cinese Hafei Motor. Il veicolo è stato sviluppato in collaborazione con la Pininfarina.

## Contesto
Viene commercializzato in Brasile dalla Effa Motors, dal 2007 in Cile e negli Stati Uniti d'America dalla Mag International Inc. Su questo mercato è conosciuto con il nome di C-MAG.